# Myrmeleonostenus
Myrmeleonostenus is een geslacht van insecten uit de orde vliesvleugeligen (Hymenoptera) en de familie Ichneumonidae.

## Soorten
- M. babai Uchida, 1936
- M. flavomaculatus Jonathan, 2000
- M. italicus (Gravenhorst, 1829)
- M. longipetiolatus Jonathan, 2000
- M. nigrimaculatus Jonathan, 2000
- M. stangei Porter, 1998
- M. wangi Porter, 1998